# Harald Nielsen (fotbollsspelare)
Harald Ingemann Nielsen, född 26 oktober 1941 i Frederikshavn, död 11 augusti 2015 i Bologna, Italien, var en  dansk fotbollsspelare (anfallare) som under 1960-talet var skyttekung i Bologna när laget blev italienska mästare 1964. Efter den aktiva karriären var han drivande i att professionalisera dansk fotboll.
Nielsen debuterade som anfallare för Frederikshavn i den danska andradivisionen 1959. Han blev ligans skyttekung och laget kvalificerade sig för danska förstaligan. Samma år debuterade han i landslaget som den yngsta landslagsspelaren någonsin. 1960 deltog han framgångsrikt med Danmark i OS-fotbollen i Rom. Danmark tog silver med Nielsen som turneringens skyttekung. I mars 1960 gjorde han debut i högstaligan och blev även där skyttekung när Frederikshavn slutade femma i serien. 
1961 flyttade Nielsen till Bologna för att bli proffs vilket samtidigt stängde ute honom från det danska landslaget. Fram till 1971 vägrade det danska förbundet att slopa amatörreglerna vilket utestängde danska proffs. Nielsen blev skyttekung i Serie A 1963 och 1964. 1967 gick han för en rekordsumma till Inter som dåtidens dyraste värvning. SSC Napoli och UC Sampdoria följde innan han avslutade karriären 1970. 
Nielsen drev på professionaliseringen av dansk fotboll när han 1977 utmanade förbundet genom att planera att starta en egen proffsliga. Detta tvingade förbundet att häva sina amatörregler för den inhemska fotbollen 1978. 1992 var han med och grundade FC Köpenhamn.

### Fotnoter
1. ↑  ”Den danske fodboldhelt Guld-Harald er død”. DR / Ritzau. 12 augusti 2015. http://www.dr.dk/sporten/fodbold/den-danske-fodboldhelt-guld-harald-er-doed-0.